# Hejnał Wodzisławia Śląskiego
Hejnał Wodzisławia Śląskiego – jeden z symboli Wodzisławia Śląskiego, został napisany w 2007 z okazji 750-lecia miasta. Uchwałę o ustanowieniu hejnału Rada Miejska w Wodzisław Śląski przyjęła 31 stycznia 2008. Hejnał skomponował wodzisławianin – Kamil Staszowski. Napisany jest on na trąbkę, ale także odtwarzany jest w wersji elektronicznej. Hejnał można usłyszeć w południe tuż po godzinie 12 z wodzisławskiego zamku, a także w czasie uroczystości oraz świąt miejskich i państwowych z innych miejsc miasta.  Hejnał jest też jedną z form promocji miasta.